# Mohamed Camara (zapaśnik)
Mohamed Saliou Camara (ur. 16 grudnia 1993) – gwinejski zapaśnik walczący w stylu wolnym. Zajął dziesiąte miejsce na igrzyskach afrykańskich w 2019. Brązowy medalista mistrzostw Afryki w 2019. Piętnasty na igrzyskach wojskowych w 2019 roku.